# Ascorhiza leguminosarum
Ascorhiza leguminosarum är en svampart som beskrevs av Lecht.-Trinka 1931. Ascorhiza leguminosarum ingår i släktet Ascorhiza, divisionen sporsäcksvampar och riket svampar.   Inga underarter finns listade i Catalogue of Life.